# Nacaduba vitiensis
Nacaduba vitiensis är en fjärilsart som beskrevs av Butler 1883. Nacaduba vitiensis ingår i släktet Nacaduba och familjen juvelvingar. Inga underarter finns listade i Catalogue of Life.